# Pierre-Blaise-Bernard de Gascq
Pierre-Blaise-Bernard de Gascq est un homme politique français né le 12 septembre 1786 à Lusignan-Grand (Lot-et-Garonne) et décédé à Paris le 9 avril 1870.

## Biographie
Entré en 1817 à la Cour des Comptes, il y est président de chambre entre 1827 et 1857. Président du conseil général de Seine-et-Marne, il est nommé pair de France le 25 décembre 1841.
Il a été fait grand officier de la légion d'honneur en 1847.